# Place Murillo
Pour les articles homonymes, voir Murillo.
La place Murillo (en espagnol : Plaza Murillo) est la place principale de la ville de La Paz, en Bolivie. 

## Dénomination
Elle prend son nom de don Pedro Domingo Murillo, leader et martyr du soulèvement du 16 juillet 1809 contre la couronne espagnole, dont la statue orne le centre de la place. En raison de la présence du siège des pouvoirs exécutif et législatif, on utilise souvent le nom de la place pour désigner le centre du pouvoir politique de la Bolivie.

## Sites et monuments
Le palais du Gouvernement occupe le sud-est de la place. Construit en 1853, il abritait la présidence du pays. Derrière lui s'élève la « Grande Maison du peuple » (Casa Grande del Pueblo), inaugurée en 2018 et qui domine la place à 120 m de haut.
L'édifice de l'Assemblée législative plurinationale occupe le côté est de la place. Il est le siège du pouvoir législatif depuis 1904. Depuis juin 2014, en signe d'émancipation du joug des pays du Nord, l'horloge de la façade du Parlement est inversée (donc ses aiguilles tournent dans le même sens que celle d'un cadran solaire dans l'hémisphère sud).
La cathédrale Notre-Dame s'élève au sud-ouest de la place. Elle a été construite en 1835 dans un style néo-classique.
En outre, la place abrite divers monuments dont une plaque marquant le point kilométrique zéro des routes boliviennes sur le côté sud, ainsi qu'un buste du président Gualberto Villarroel, mort en 1946.